# TAIL (歌手)
TAIL（ている、1992年3月13日 - ）は、日本の男性シンガーソングライター。2023年までは向井 太一として活動していた。

## 音楽性
自身ではリズム・アンド・ブルースの要素を軸に、オルタナティヴ、アンビエント、エレクトロなどの要素を盛り込んだ楽曲を作っていると称しており、1つの音楽ジャンルで定義していない。
両親が音楽を大切にしており、家ではずっとルーツ・レゲエやヒップホップが日常的に流れていた。また自身の音楽ルーツのひとつとして日本のR&Bも挙げている。6つ上の兄の影響でDOUBLEやHI-D、Crystal Kay、Full Of HarmonyなどR&Bアーティストを聴いていた。

## 経歴
2012年ごろからは自身のSoundCloudに音源をアップロードするようになる。当サイトでは2016年4月から12月までの間、毎月新曲をアップロードするという企画も実施した。
2015年からは、ファッション雑誌『men's FUDGE』のウェブサイトにブログエッセイを寄稿し始めた。
2016年3月にillxxx RecordsからファーストEPとなる『POOL』をリリース。その後、トイズファクトリーの新レーベル、MIYA TERRACEと契約し、10月26日にタワーレコード限定シングル「SLOW DOWN」をEggsレーベルからリリースする。11月にはプロデューサーにstarRoやyahyel等を迎えたセカンドEP『24』がリリースされた。
2017年7月に、LUCKY TAPESのフロントマンである高橋海がプロデュースを担当した配信限定でシングル「FLY」をリリース。また、8月19日には自身初となる「SUMMER SONIC」への出演を果たし、23日には「FLY」や、SoundCloud上で公開されていた楽曲などを収録したEP『PLAY』をサブスクリプションサービス限定でリリース。10月にはラッパーのSALUとの共作となるシングル「空」を配信限定でリリースした。11月8日にあっこゴリラのEP『GREEN QUEEN』収録曲「ゲリラ × 向井太一」に参加し、SpotifyのCMソングとしてテレビ等で放送された。29日にはファーストアルバム『BLUE』をリリースし、ボーナストラックとして収録される「FREER」は、サムスン電子のスマートフォン「Galaxy Note8」のCMソングに起用された。「FREER」のミュージックビデオは、「Galaxy Note8」のカメラ機能のみを使用し、ロサンゼルスでロケ撮影を行って制作された。
2018年1月にアルバム『BLUE』を引っさげた自身初のツアー「"BLUE" TOUR 2018」を東阪で開催。5月にtofubeatsのプロデュースによる新曲「Siren」を発表し、当楽曲はテレビ番組「関ジャム 完全燃SHOW」の2018年上半期ベスト企画で音楽プロデューサーの蔦谷好位置に第3位として選出され、話題を呼んだ。6月には“愛”をテーマにした配信限定EP『LOVE』をリリースし、iTunes総合チャートでトップ5入りをするヒットを記録する。8月にはこのEPを引っさげたセカンドツアー「LOVE TOUR 2018」を東京・大阪・福岡で開催。チケットは販売後すぐにソールドアウトした。8月に配信限定シングル「Crazy」をリリースし、9月にはテレビアニメ「風が強く吹いている」のエンディングテーマとなった「リセット」を同じく配信限定でリリースする。10月にはLUCKY TAPESの高橋海プロデュースの配信限定シングル「Pure」をリリースし、3か月連続のシングルリリースとなった。11月28日に自身2枚目となるフルアルバム『PURE』を通常盤、初回限定盤の2形態でリリース。このアルバムには以前から向井の楽曲のプロデュースを担当しているmabanuaや高橋海のほか、蔦谷好位置やm-floの☆Taku Takahashi、KREVAなどを製作陣に迎えた。12月から2019年1月にかけて、アルバム『PURE』を引っさげた全国ツアー「PURE TOUR 2018-2019」を自身最大規模となる全国6か所で開催。ツアーファイナルとなる大阪公演にはKREVAがゲスト出演した。
2019年2月1日にテレビアニメ「風が強く吹いている」第2クールのエンディングテーマとして起用された「道」と、『PURE』収録曲のリアレンジ「Break up (Part2) feat.☆Taku Takahashi (m-flo)」を配信限定リリース。3月7日と13日には自身の誕生日を記念したスペシャルライブ「27」を東阪のビルボードライブを、3月22日から4月6日かけて自身初のアジアツアーを台湾、北京、深圳、上海、韓国で開催した。
2023年11月26日の東京・豊洲PITで行われたツアーファイナルと向井太一としての活動終了とTAILに改名して新たに活動することを発表した。

## ディスコグラフィ

### シングル

#### 配信限定シングル
|                              | 発売日                       | タイトル                     | 収録アルバム                 |
| TOY'S FACTORY / MIYA TERRACE | TOY'S FACTORY / MIYA TERRACE | TOY'S FACTORY / MIYA TERRACE | TOY'S FACTORY / MIYA TERRACE |
| ---------------------------- | ---------------------------- | ---------------------------- | ---------------------------- |
| 1st                          | 2017年7月14日                | FLY                          | PLAY、BLUE                   |
| 2nd                          | 2018年6月27日                | 空 feat. SALU                | BLUE                         |
| 3rd                          | 2018年5月30日                | Siren                        | LOVE、PURE                   |
| 4th                          | 2018年8月29日                | Crazy                        | PURE                         |
| 5th                          | 2018年10月24日               | Pure                         | PURE                         |
| 6th                          | 2018年9月26日                | リセット                     | PURE                         |
| 7th                          | 2019年2月1日                 | 道                           | SAVAGE                       |
| 8th                          | 2019年8月7日                 | Savage                       | SAVAGE                       |
| 9th                          | 2020年12月2日                | Get Loud                     | COLORLESS                    |
| 10th                         | 2021年1月20日                | Love Is Life                 | COLORLESS                    |
| 11th                         | 2021年2月24日                | BABY CAKES                   | COLORLESS                    |
| 12th                         | 2021年7月21日                | Don’t Lie（English ver.）    | 未収録                       |
| 13th                         | 2021年10月13日               | Bravest                      | ANTIDOTE                     |
| 14th                         | 2022年3月16日                | Special Seat                 | ANTIDOTE                     |
| 15th                         | 2022年8月19日                | Fun!                         | -                            |
| 16th                         | 2022年10月15日               | Pilot                        | CANVAS                       |
| 17th                         | 2023年4月26日                | Cosmos                       | CANVAS                       |

#### プロモーショナル・シングル
| 発売日        | タイトル     | フォーマット            | 収録アルバム |
| ------------- | ------------ | ----------------------- | ------------ |
| 2018年10月3日 | Rock Wit'cha | 音楽配信 ストリーミング | 未収録       |

#### 参加シングル
| 発売日         | タイトル                                                      | フォーマット            | 収録作品           |
| -------------- | ------------------------------------------------------------- | ----------------------- | ------------------ |
| 2017年12月21日 | Period（過程） （YonYon & 向井太一）                          | 音楽配信 ストリーミング |                    |
| 2018年6月20日  | FREEDOM（作詞、作曲） （入野自由）                            | シングル                | FREEDOM            |
| 2018年6月20日  | IF YOU WANNA（作詞、作曲） （入野自由）                       | シングル                | FREEDOM            |
| 2018年6月20日  | NOT SPECIAL（作詞、作曲） （入野自由）                        | シングル                | FREEDOM            |
| 2018年8月3日   | Promises （Jevon & 向井太一）                                 | 音楽配信 ストリーミング |                    |
| 2018年8月31日  | Slave of Love （YOSA & TAAR featuring 向井太一 & MINMI）      | アルバム                | Modern Disco Tours |
| 2018年10月2日  | Rendezvous （吳卓源 & 向井太一）                              | 音楽配信 ストリーミング |                    |
| 2020年11月4日  | Alive（作詞、作曲） （入野自由）                              | アルバム                | Life is...         |
| 2021年6月30日  | Real Lies（作曲） （May'n）                                   | アルバム                | momentbook         |
| 2022年11月16日 | スーサイド:) feat.向井太一（作詞） （YOUYA）                  | 配信シングル            |                    |
| 2022年11月30日 | スーサイド:) feat.向井太一（acoustic ver.）（作詞） （YOUYA） | 配信シングル            |                    |

## タイアップ
| 曲名     | タイアップ                                                     |
| -------- | -------------------------------------------------------------- |
| リセット | アニメ『風が強く吹いている』第1クールエンディングテーマ        |
| 道       | アニメ『風が強く吹いている』第2クールエンディングテーマ        |
| Bravest  | アニメ『ドラゴンクエスト ダイの大冒険』2年目エンディングテーマ |
| Pilot    | アニメ『TIGER & BUNNY 2』エンディングテーマ                    |
| Cosmos   | アニメ『遊☆戯☆王ゴーラッシュ!!』エンディングテーマ             |
| Fun!     | 『Rakuten Fashion Week TOKYO 2023 S/S』シーズンテーマソング    |